# グウィッチン
グウィッチン(Gwich'in)は、クッチン(Kutchin)とも言われるアメリカ先住民部族。
アラスカからカナダにかけて先住するアサバスカ系語族で、彼らは現在カナダのユーコン準州および、アラスカ州北部の15の小さな村に、およそ7,000人程住んでいる。カナダでは彼らの共同体はファーストネーションと呼ばれている。

## 主な居住地
- アークティック・ビレッジ
- イヌヴィック
- アクラヴィック
- オールドクロウ
- フォートマクファーソン
- フォートユーコン